# Unbihexi
L'Unbihexi és el nom temporal d'un element superpesant encara no sintetitzat, amb el símbol temporal Ubh i nombre atòmic 126. L'element, també conegut com a eka-plutoni o simplement element 126, es prediu que sigui a prop del centre d'una hipotetica illa d'estabilitat,i per tant pot tenir una vida mitjana llarga, força més gran que la que es podria predir sense l'illa d'estabilitat. A raó d'això, ha atret interès d'investigadors que han provat de sintetitzar-lo.